# Bc (프로그래밍 언어)
bc는 basic calculator 또는 bench calculator의 준말로, C 프로그래밍 언어와 문법이 비슷한 전체적 정밀도 계산기 언어이다. bc는 일반적으로 수학적 스크립팅 언어 또는 상호작용적 수학 셸로 사용된다.

## 예시 코드

### POSIX bc의 "power" 함수
```
 
/* A function to return the integer part of x */

 
define
 i
(
x
)
 
{

    
auto
 s
    s 
=
 
scale

    
scale
 
=
 
0

    x 
/=
 
1
   
/* round x down */

    
scale
 
=
 s
    
return
 
(
x
)

 
}

 
/* Use the fact that x^y == e^(y*log(x)) */

 
define
 p
(
x
,
y
)
 
{

    
if
 
(
y 
==
 i
(
y
))
 
{

       
return
 
(
x 
^
 y
)

    
}

    
return
 
(
 e
(
 y 
*
 l
(
x
)
 
)
 
)

 
}

```

## 같이 보기
- C (프로그래밍 언어)